# Atlas Theater

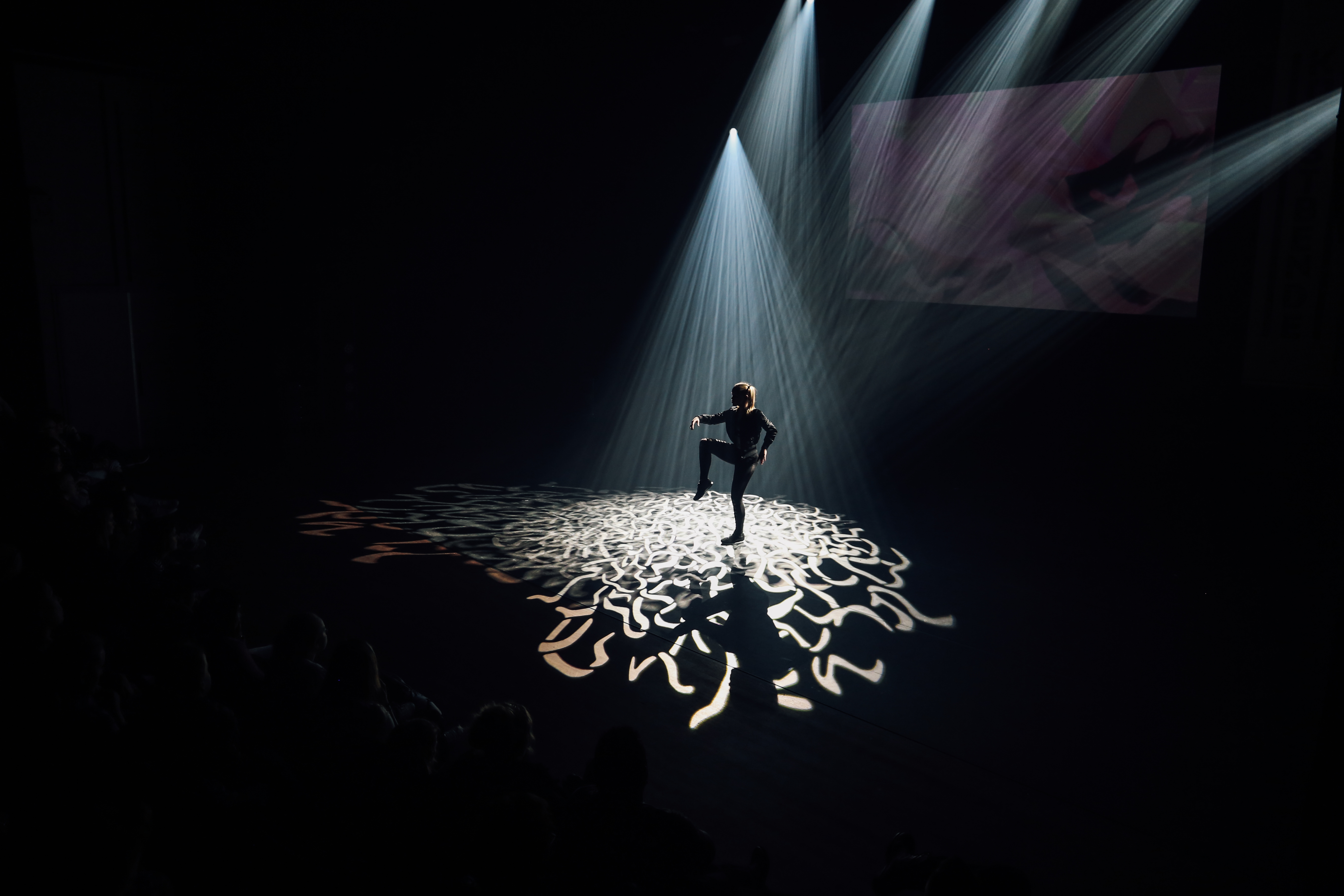
Optreden tijdens een voorronde van Kunstbende in Drenthe (2017)

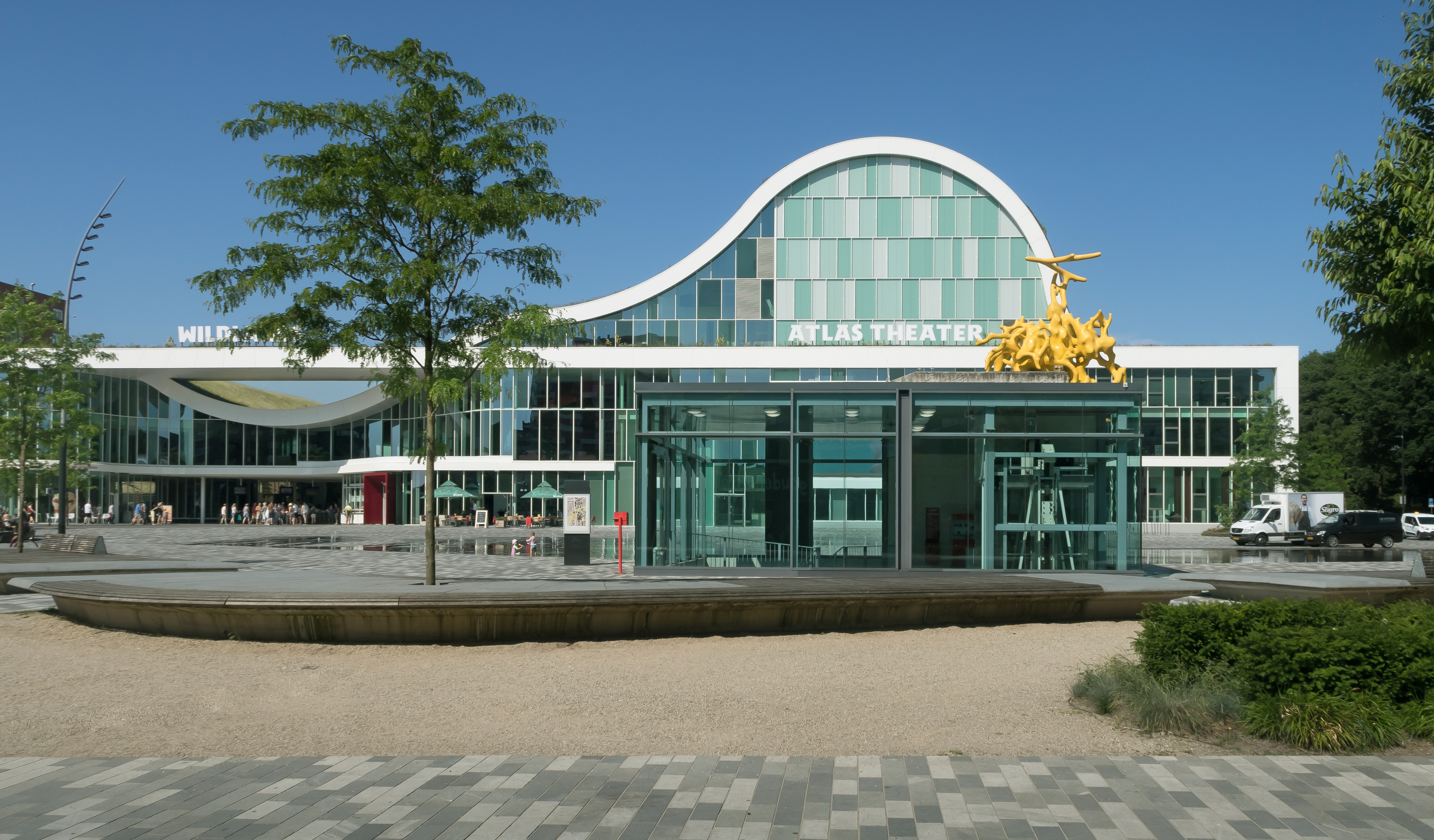
Emmen, het Atlas theater

Het Atlas Theater is een multifunctioneel theatergebouw aan het Raadhuisplein in Emmen. Naast twee theaterzalen omvat het complex ook een congrescentrum, horecagelegenheden en kantoren. Daarnaast fungeert het gebouw als toegang tot Wildlands Adventure Zoo Emmen. Eigenaar van het complex is de gemeente Emmen. De exploitatie wordt gedaan door ATLAS Theater BV.

## Geschiedenis
Op 10 oktober 2014 werd, na jaren van plannen maken, gestart met de bouw van het nieuwe theater van Emmen. De gemeente wilde al langere tijd theater De Muzeval vervangen door een moderner theater, maar de plannen kwamen moeizaam van de grond. Uiteindelijk kwamen de plannen door de Centrumvernieuwing Emmen en de daarbij behorende realisatie van Wildlands in een stroomversnelling. Burgemeester Cees Bijl kwam met het idee theater en dieren(thema-)park te combineren. Na een architectenselectie werd een ontwerp van het bureau van de Deense architect Henning Larsen gekozen als winnend ontwerp. Uiteindelijk werd dit ontwerp verder uitgewerkt door de Nederlandse Van den Berg Groep. De realisatie van het gebouw werd toegewezen aan Dura Vermeer, waarna op 10 oktober 2014 de bouw van start ging. Tijdens de bouw in mei 2015 stortte een net gelegde vloerplaat neer waarbij een gewonde viel. Op 13 augustus 2015 werd het hoogste punt (32 meter) bereikt, waarna op 12 september 2015 de naam, Atlas Theater, bekend werd gemaakt. De officiële opening van het complex vond plaats in oktober 2016.

## Ontwerp en indeling
Het gebouw ligt aan het Raadhuisplein in Emmen en vormt de overgang tussen het centrum van Emmen en Wildlands. Het complex bestaat min of meer uit twee 'losse gebouwen', die door middel van een luchtbrug en een groen dak met elkaar zijn verbonden. De totale grondoppervlakte bedraagt ongeveer 15.000 vierkante meter en op het hoogste punt (de toneeltoren) is het gebouw 32 meter hoog. Het ATLAS Theater bestaat uit onder andere de volgende onderdelen:
- 'Grote Zaal'; schouwburgzaal met 822 zitplaatsen, inclusief twee balkons[5]
- 'Dagblad van het Noorden Zaal'; vlakkevoerzaal met 300 zitplaatsen of 1000 staanplaatsen
- twee foyers
- theatercafé
- theaterrestaurant
- à la carte restaurant
- zeven congreszalen
- toegang Wildlands
- kantoren voor personeel Wildlands

## Trivia
- Tijdens de coronapandemie van 2020 haakte het theater aan bij het Theater Virus Festival, een initiatief om theater, muziek en cabaret bij de mensen thuis te brengen.[6]